# Rio Malleco

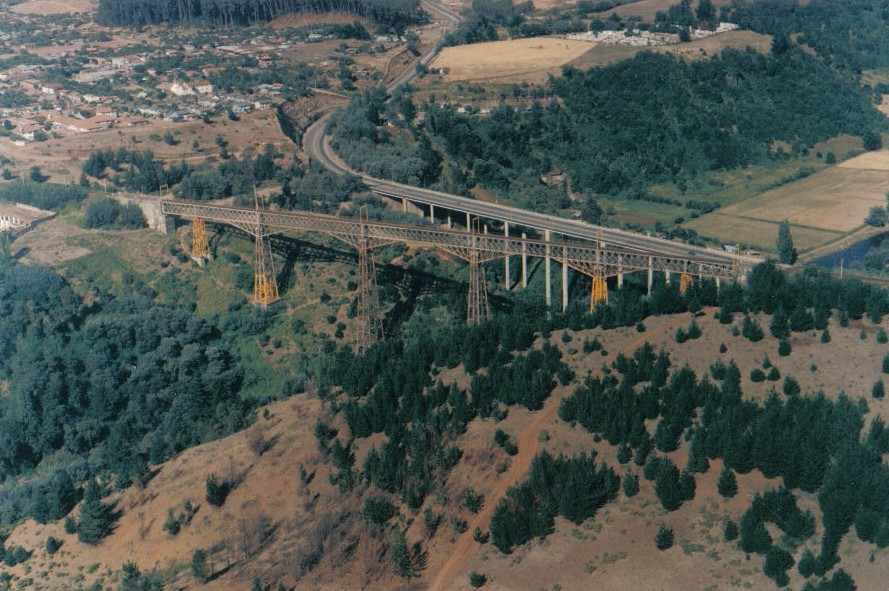
Rio Malleco.

Le Rio Malleco est une rivière dans la province de Malleco, dans la région d'Araucanie, au sud du Chili. Elle prend sa source sur le versant oriental des Andes dans le Parc national Tolhuaca près du volcan Tolguaca. La rivière est le principal affluent du fleuve Biobío. Le viaduc du Malleco franchit la rivière près de la ville de Collipulli.